# دردسر در فروشگاه (فیلم ۱۹۳۴)
دردسر در فروشگاه (انگلیسی: Trouble in Store) یک فیلم کمدی بریتانیایی است که در سال ۱۹۳۴ منتشر شد.

## بازیگران
- جیمز فینلیسون
- مارگارت یارد
- چارلز کارسون
- جوان هیکسون
- چارلز هوتری
- جک هابز
- کلیفورد هدرلی